# Droga wojewódzka 565
Die Droga wojewódzka 565 (DW 565) ist eine fünf Kilometer lange Droga wojewódzka (Woiwodschaftsstraße) in der polnischen Woiwodschaft Masowien, die die Secymin Polski mit Chociszewo verbindet. Die Strecke liegt im Powiat Nowodworski und im Powiat Płoński.

## Streckenverlauf
Woiwodschaft Masowien, Powiat Nowodworski
-  Secymin Polski (DW 575)
- Nowy Secymin (Deutsch Secymin)
- Wychódźc

Woiwodschaft Masowien, Powiat Płoński
-  Chociszewo (DK 62)